# 蝉丸
蝉丸（日语：／ Semimaru ，生卒年不詳）是日本平安時代前期的歌人、音乐家。

## 简介
因《小仓百人一首》收录其和歌而被人所知，不过人物生平不详。《和歌色叶》中记载他是仁明天皇时的盲人法师，《平家物语》中说他是醍醐天皇的第四皇子，也有说法说他是宇多天皇的皇子敦实亲王的雑色。
传说他爱用皇室宝物琵琶名器无名。阴历5月24日和阳历6月24日是“蝉丸忌”。
《後撰和歌集》、《新古今和歌集》、《续古今和歌集》等和歌集中有4首入集。

## 逸話

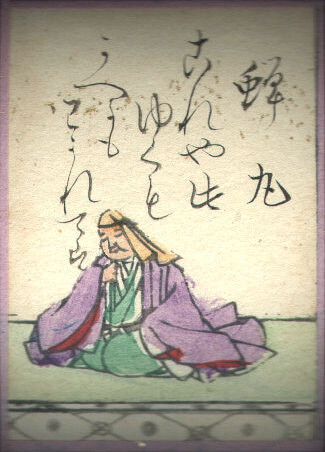
蝉丸（百人一首）

源博雅听闻蝉丸居住于逢坂之関，无论如何都想听到其琵琶演奏，坚持往来3年，终于在中秋夜得到其琵琶秘曲《流泉》《啄木》传授（《今昔物語集》巻第24 第23話）。
其他有关蝉丸各种各样的传说可见于《今昔物语集》和《平家物语》。

## 其他
- 能《蝉丸 (能)》

## 相关史跡
- 關蟬丸神社- 滋賀县大津市逢坂山供奉蝉丸的神社
- 蝉丸の墓 - 福井县越前町蝉丸的坟墓、石塔。

## 關連項目
- 蟬丸 - 能面